# Cắm Muộn
Cắm Muộn là một xã thuộc huyện Quế Phong, tỉnh Nghệ An, Việt Nam.
Xã Cắm Muộn có diện tích 112,15 km², dân số năm 1999 là 4925 người, mật độ dân số đạt 44 người/km².